# Лисянське лісове господарство
Державне підприємство «Ли́сянське лісове господарство» — структурний підрозділ Черкаського обласного управління лісового та мисливського господарства.
Офіс знаходиться в селі Яблунівка Лисянського району Черкаської області.

## Історія
Підприємство було утворене 1970 року як Лисянська лісомеліоративна станція, 1991 року перетворена на Лисянське лісогосподарське підприємство, сучасний статус отримало згідно з наказом Держкомлісгоспу України № 96 від 3 лютого 2005 року.

## Лісовий фонд
Лісовий фонд підприємства розміщений на території Лисянського району, а також частково на території Звенигородського та Корсунь-Шевченківського районів.
Загальна площа лісового фонду складає 14927,2 га, з них під лісами 14823 га. Молодняк охоплює територію 25 % території, середньовікові ліси — 42 %, пристигаючі — 15 %, стиглі та перестійні — 19 %. Дуб звичайний займає 5807,3 га, сосна звичайна — 1291,3 га, біла акація — 2394,6 га, ясен звичайний — 1562,4 га, вільха чорна — 495,1 га, верба біла — 161,6 га, граб звичайний — 861,5 га, клен гостролистий — 260,2 га, береза повисла — 108,9 га, липа дрібнолиста — 515 га.

## Лісництва
Лісове господарство охоплює 4 лісництва:
- Лисянське лісництво — 4601,1 га
- Стеблівське лісництво — 4069,9 га
- Шевченківське лісництво — 3836,1 га
- Яблунівське лісництво — 2420,1 га

## Об'єкти природно-заповідного фонду
У віданні лісового господарства знаходяться 5 об'єктів природно-заповідного фонду загальною площею 1,7 га:
- Пісківський ботанічний заказник — 0,5 га
- Площівський гідрологічний заказник — 1,1 га
- гідрологічна пам'ятка природи джерело «Громова вода» — 0,05 га
- ботанічна пам'ятка природи Дуб Т. Г. Шевченка — 0,03 га
- ботанічна пам'ятка природи Ясен звичайний — 0,02 га